# NGC 4617
NGC 4617 est une vaste galaxie spirale vue par la tranche et située dans la constellation des Chiens de chasse. Sa vitesse par rapport au fond diffus cosmologique est de 4 851 ± 13 km/s, ce qui correspond à une distance de Hubble de 71,6 ± 5,0 Mpc (∼234 millions d'al). NGC 4617 a été découverte par l'astronome germano-britannique William Herschel en 1788.
La classe de luminosité de NGC 4617 est II et elle présente une large raie HI. De plus, c'est une galaxie du champ, c'est-à-dire qu'elle n'appartient pas à un amas ou un groupe et qu'elle est donc gravitationnellement isolée.
À ce jour, quatre mesures non basées sur le décalage vers le rouge (redshift) donnent une distance de 61,000 ± 1,288 Mpc (∼199 millions d'al), ce qui est à l'extérieur des valeurs de la distance de Hubble. Notons cependant que c'est avec la valeur moyenne des mesures indépendantes, lorsqu'elles existent, que la base de données NASA/IPAC calcule le diamètre d'une galaxie et qu'en conséquence le diamètre de NGC 4617 pourrait être d'environ 64,5 kpc (∼210 000 al) si on utilisait la distance de Hubble pour le calculer.

## Supernova
Deux supernovas ont été découvertes dans NGC 4617 : SN 2005ab et SN 2007ss.

### SN 2005ab
Cette supernova a été découverte le 5 février 2005 à Yamagata au Japon par l'astronome japonais Koichi Itagaki. Cette supernova était de type II.

### SN 2007ss
Cette supernova a été découverte le 20 décembre 2007 par l'astronome japonais Yoshimi Ichimura (it). Cette supernova était de type Ia.